# Bo Kramer
Bo Kramer (n. 15 septembrie 1998, Almere, Țările de Jos) este o sportivă. A participat la competiții asociate Jocurilor Olimpice în care a câștigat o medalie de aur și o medalie de bronz.